# Achille La Guardia
Achille Luigi Carlo La Guardia (soms ook: LaGuardia) (Cerignola, 27 maart 1849 – Koper, toen nog Capodistria geheten, 21 oktober 1904) was een Italiaans componist, muziekpedagoog, militaire kapelmeester en kornettist. Hij was een zoon van het echtpaar Raffaele en Rosa de Maria La Guardia. 

## Levensloop
La Guardia studeerde vanaf 1863 aan het Conservatorio di San Pietro a Majella di Napoli in Napels en behaalde aldaar zijn diploma als kapelmeester en uitvoerend kornettist op zeventienjarige leeftijd in 1866. Vervolgens werd hij lid van de Militaire muziekkapel van het 16e Infanterie Regiment. Aan het einde van de oorlog in 1870 bleef La Guardia voor vier jaar in Zwitserland en werkte als kornet solist en als dirigent van verschillende muziekverenigingen. In 1875 werd hij benoemd tot dirigent van de militaire muziekkapel van de Nederlandse kolonie Nederlands-Indië, nu:Indonesië, in Batavia. Vanwege een ziekte kon hij niet lang in Nederlands-Indië blijven en kwam binnen een jaar terug naar Europa. In 1876 werd hij in Triest dirigent van de muziekkapel van de Oostenrijkse Veteranen. 
In 1878 raakte hij bekend met de heer K. Schreimer vanuit Hamburg. Schreimer had blijkbaar van de vakbekwaamheid van La Guardia gehoord en huurde hem met twee doelen: ten eerste als muzikant aan boord van een schip van de Hamburg-America Line en ten tweede als entertainer voor de feestelijke opening van het "Long Beach Hotel" in Long Island. Deze contract bood een fantastische kans voor de getalenteerde muzikant. De feestelijke opening van het hotel was succesvol, en La Guardia bleef als entertainer tot het einde van het toeristische seizoen, toen hij verhuisde naar New York. Ook daar begon hij spoedig zich binnen belangrijke muzikale kringen te bewegen en had winstgevende ondernemingen in de "Nieuwe wereld". Hij besloot zich in de Verenigde Staten te vestigen, maar niet zonder een vrouw. 
Zonder lang na te denken keerde hij terug naar Triëst, waar hij bevriend raakte met Irene Luzzatto Coen tijdens een dansavond. Zij was afkomstig vanuit een Joods-Italiaans goed gesitueerd gezin en kon naast het Italiaans ook Hebreeuws en Duits praten. Zij huwden op 3 juni 1880 in Triëst en pas zes maanden nadat zij zich leerden kennen, vertrokken zij samen naar New York. In 1881 werd hun eerste kind, het meisje Gemma geboren en in 1882 hun zoon Fiorello.
In de Verenigde Staten maakte La Guardia een concertreis met het operagezelschap van Adelina Patti. In februari en maart 1882 traden zij op in het "Wallack's Theater" aan de Broadway. In 1883 werkte hij voor een bepaalde tijd in Saint Louis aan het "Pope Theater". Na zijn terugkomst in New York raakte hij bevriend met de intussen befaamde Italiaans-Amerikaanse kornettist Alessandro Liberati. Verder raakte hij bevriend met de componist, kapelmeester en trombonist Carlo Alberto Cappa, die toen de militaire muziekkapel van het 7e Infanterie Regiment leidde. Dit militaire orkest verzorgde regelmatig optredens in het Central Park en aan de Brighton Beach in New York. La Guardia werd door Cappa uitgenodigd als kornet solist samen met zijn militaire muziekkapel in Brighton Beach op te treden. 
Ondanks zijn grote muzikaliteit was hij nooit regelmatig lid van een orkest of een muziekkapel, zo dat hij perioden van werkloosheid moest doorstaan. In maart 1885 bezocht hij met het gezin de Luzzato's in Europa. In juni 1885 verliet hij zijn vrouw en kinderen in Triëst en keerde terug naar de Verenigde Staten om werk te vinden. In september 1885 was hij lid van de militaire muziekkapel van het 11e United States Infanterie Regiment, dat gestationeerd was in Fort Sully. In maart 1886 werd La Guardia opvolger van mhr. Clarke als kapelmeester van de muziekkapel. Tijdens een concert op 26 maart 1886 programmeerde hij 2 bewerkingen van zijn hand, selecties uit de opera Il Travatore van Giuseppe Verdi en uit een opera van Franz von Suppé. Zijn gezin - dat intussen in Fort Sully was aangekomen - kreeg door de commandeur van het regiment Col. Richard Dodge een huis buiten het fort toegewezen. Daar werd ook het derde kind Richard geboren. 
In augustus 1887 verhuisde La Guardia met het gezin naar Watertown omdat het hele 11e regiment daar werd gestationeerd. La Guardia werd populair in Watertown. Hij richtte een civiele muziekkapel op, gaaf talrijke privé muzieklessen en de militaire muziekkapel verzorgde vele openbare concerten onder zijn leiding. Bij deze concerten kwamen langzamerhand meerdere werken van La Guardia tot uitvoering. In 1890 werd het 11e Infanterie Regiment naar Fort Huachuca verlegd en in 1892 naar het bergstadje Prescott. Ook in de kazerne van Prescott, genoemd "Whipple Barracks", richtte hij een muziekclub, "The Whipple Musical Club" op. Een bepaalde periode na het begin van de Spaans-Amerikaanse Oorlog nam La Guardia - ook in gevolg van een hele reeks van ziektes - ontslag bij de militaire muziekkapel. In 1898 ging hij terug naar Triëst en woonde in het huis van zijn schoonmoeder, die intussen weduwe was.  
Als componist schreef hij werken voor harmonieorkest en kamermuziek. Zijn zoon Fiorello werd later de 99e burgemeester van New York. 

## Composities

### Werken voor harmonieorkest
- 1886 Concert Polka
- 1886 Jemma Waltz
- 1886 Sitting Bull's Medicine, lied en dans
- 1888 Dodge Hail, mars - opgedragen aan de commandant van het 11e Infanterie Regiment Col. Richard Dodge
- 1893 Flirtation, lied en dans
- 1895 11th U.S. Infantry March
- 1895 Belle of Cincinnati
- 1895 Guardmount March
- 1895 The Sleeping Beauty
- 1896 Marse Henry March
- 1896 The Premiere Medley March
- 1896 U.S. Army Reveille, galop
- 1897 Eastern Star Polka, voor kornet en harmonieorkest
- Adjutant Collins, mars
- Am Golf von Neapel, wals[9]
- Cuban Liberty, mars
- Grand Fantasia, voor altsaxofoon en harmonieorkest
- Josephine March
- La Cubana, wals
- Una notte a Napoli

### Kamermuziek
- 1897 Eastern Star Polka, voor kornet en piano